# El vientre de la ballena
El vientre de la ballena es el tercer libro de narrativa del escritor español Javier Cercas, publicado inicialmente en 
abril de 1997 en la colección Andanzas de Tusquets Editores.
La historia trata acerca de Tomás, un profesor ayudante de literatura en una inestable posición laboral, quien engaña a su esposa Luisa con Claudia, un antiguo amor de su adolescencia. Este hecho genera un quiebre inesperado en su vida, que deriva en numerosos sucesos tragicómicos que afectan su vida personal y su trabajo, construyéndose una suerte de pesadilla, de la que Tomás va extrayendo diversas reflexiones.
Esta novela actualmente ha sido traducida a diversos idiomas, entre ellos al menos al alemán, italiano, portugués y ruso.
El autor reescribió la novela en 2014 para su reedición en Literatura Random House.

## Creación de la novela
De acuerdo con el propio autor, la idea de la novela surgió a partir de las charlas que el escritor Rafael Sánchez Ferlosio dio en la Universidad de Gerona en el verano de 1994. Allí Sánchez Ferlosio habló acerca de las diferencias entre un personaje de carácter y un personaje de destino, temática que es abordada en El viente de la ballena.

## Argumento

### «Primera parte: La mujer del escaparate»
El narrador, Tomás, un académico e investigador de literatura, decide una tarde ir al cine aprovechando que su esposa Luisa, embarazada de su primer hijo, ha salido a un congreso fuera de la ciudad. Acabada la película se encuentra con Claudia, una antigua amiga de la adolescencia de quien estuvo locamente enamorado. Luego de pasar el resto de la tarde juntos, acaban acostándose en la casa de esta, aprovechando que Claudia acaba de separarse de su esposo, Pedro, quien a su vez también le había sido infiel, y su hijo Max se encuentra de vacaciones en casa de sus padres. Esta es la primera infidelidad que ambos cometen. No obstante, pese a la separación, Pedro quiere volver con Claudia y por ello la acosa constantemente.
Al día siguiente, Claudia se va a pasar el resto de las vacaciones con su hijo y sus padres, mientras Tomás, sobreexcitado por la noche anterior y pese a la promesa hecha a su amante, se propone contarle a Luisa lo ocurrido. Sin embargo, debe demorar un poco la noticia, a causa de una infructuosa cena en casa de su suegra, una anciana dispuesta a recuperar su juventud perdida y que acaba de comenzar un noviazgo con Vicente Mateos, un desconocido anciano despreciado por Luisa y su hermano. Cuando al fin, atropelladamente, Tomás le confiesa a su esposa su encuentro con Claudia, Luisa decide abandonarlo, dejándolo solo en la casa.

### «Segunda parte: El vientre de la ballena»
Al día siguiente de su confesión, Tomás intenta llamar a Claudia pero le responde una voz grabada de hombre en el contestador telefónico, presumiblemente de su exesposo. Como ya es lunes, no puede insistir más pues debe regresar al trabajo. Alicia, la eficiente secretaria del Departamento de su Facultad de la UAB, le informa que sus oposiciones ya tienen fecha, siendo esta mucho antes de lo que tenía previsto. Alicia es deseada por casi todos los profesores del Departamento y se ha ligado con muchos de ellos, sin embargo, pese a sus insinuaciones, Tomás la evade constantemente. Ese mismo día queda para comer con su amigo Marcelo Quintero, un académico distinguido y extravagante, quien fuera su maestro y consejero cuando todavía estudiaba en la universidad. Durante la comida, Marcelo le presenta a la decana, con quien mantiene una antigua amistad, y se compromete a ayudarlo en una publicación, necesaria para enfrentar adecuadamente las oposiciones. Tomás, por su parte, le confiesa su quiebre con Luisa y su infidelidad con Claudia. Marcelo se apena por la primera, a quien considera una exitosa profesional y un excelente partido.

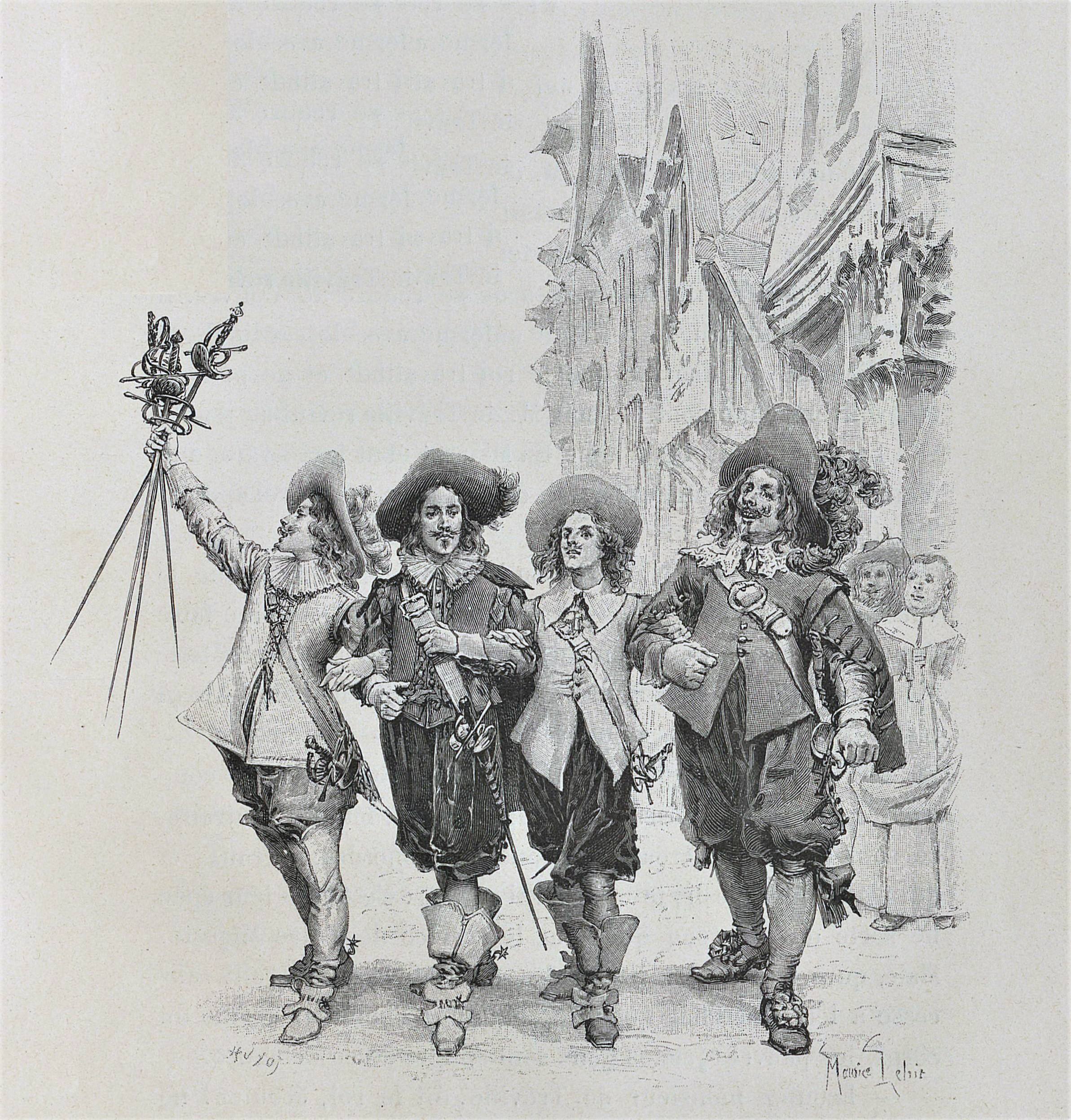
El personaje de Marcelo suele recurrir a la obra Los tres mosqueteros de Alexandre Dumas, para evocar valores de compañerismo y dar ejemplos académicos y de vida.

Ya en el despacho de Marcelo, empapelado de libros, este le habla acerca de la transformación del protagonista de La voluntad de Azorín, que de ser un personaje «de destino», que vive en función de un objetivo a cumplir en el futuro y ponderando siempre el pasado, se convierte en un personaje «de carácter», que vive exclusivamente inmerso en el presente.
Al regresar a casa, tiene en el contestador de llamadas un mensaje de su suegra pidiéndole que la llame, pero no la contesta. Sigue sin poder contactar a Claudia, y durante una noche de insomnio por primera vez baraja la posibilidad de que puede haber sido un error confesarle su amorío a su esposa. Inquieto y preocupado por el sostenido silencio de su amante, decide ir a buscar a Claudia a su apartamento. Al no encontrarla ni poder forzar con éxito la cerradura, Tomás se convence de pronto de que Pedro la ha asesinado, y que sin embargo será a él a quien consideren culpable, luego de encontrar sus huellas digitales esparcidas por toda la habitación. Desesperado, esa noche llama a Marcelo pidiéndole ayuda, y este le propone volver a intentar ingresar en el apartamento al día siguiente, estableciendo como punto de reunión el bar Oxford, uno de los pocos bares tradicionales de la ciudad donde todavía se realizan tertulias literarias, gracias a la perseverancia de los hermanos Ignacio y Jacinto Arices.
Al día siguiente nota que en el Departamento sus descuidados problemas con las oposiciones van empeorando, al tiempo que tanto Alicia como también, para su sorpresa, la decana, se le insinúan. Esa tarde en el Oxford, mientras espera a Marcelo, Ignacio Arices le habla de las películas La mujer del cuadro y Perversidad del director Fritz Lang, que tratan acerca de embrollos pesadillezcos como los que actualmente Tomás está viviendo; mientras la primera película tiene un final feliz, porque la pesadilla acaba siendo un sueño, la segunda tiene un final trágico, pues la pesadilla acaba siendo real. Luego de aquel discurso llega Marcelo, quien aprovechando las habilidades de Ignacio en el oficio de cerrajero, lo convence de que vayan los tres esa misma noche a forzar la puerta de Claudia. Ya en el edificio de esta, mientras Marcelo distrae al portero, Ignacio fuerza la puerta, de la cual aparece intempestivamete un hombre de bigotes, que Tomás ya había visto en otra ocasión en un restaurante, coqueteando con una joven. El hombre golpea asustado a Marcelo, pero Ignacio consigue inmovilizarlo hasta la llegada del portero con Claudia, quien indignada y asombrada, aclara que dicho hombre es Pedro, su marido, y sin más explicaciones echa a los tres amigos de su edificio.

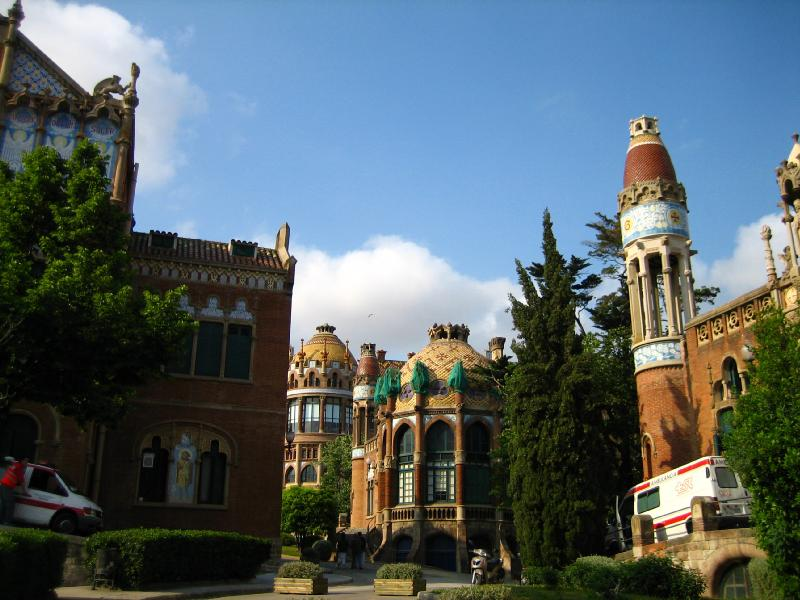
El escritor describe con cierto detalle un recorrido por el Hospital de la Santa Cruz y San Pablo de Barcelona, al cual acude el protagonista para ver a su esposa.

Los tres días siguientes Tomás los pasa encerrado en casa, sintiéndose agripado y profundamente humillado. Pero ese domingo, exactamente a una semana desde que comenzara todo, logra desenamorarse de Claudia, al punto de convencerse de que sólo se trataba de un capricho tardío que arrastraba desde su adolescencia y que en realidad nunca ha dejado de querer a Luisa, a quien se propone llamar al día siguiente. El lunes su vida laboral parece mejorar, pues se entera de que Marcelo ha intercedido con la decana para poder mejorar su perfil antes de enfrentar las oposiciones. Sin embargo, al llamar a su suegra, se entera de que Luisa ha sufrido un accidente y que está en el Hospital de la Santa Cruz y San Pablo, adonde fue internada el mismo domingo luego de su discusión, producto de un accidente automovilístico que le hizo perder a su bebé. Pese a los consejos de su cuñada Montse y de Oriol Torres, amigo y colega de Luisa, de no ver a su esposa, este insiste en comunicarse con ella, pero Luisa le niega la posibilidad de verlo. Ya dejando el hospital, Tomás se encuentra con su suegra y su novio, quienes lo compadecen y le dicen que no tiene la culpa de lo ocurrido. Tomás, angustiado, cree que no los volverá a ver nunca más. Llegando a casa, telefonea a Alicia, quien le dice que ha olvidado —por segunda vez— asistir a un examen, y que tanto la decana como el director del Departamento quieren despedirlo; Alicia además le insinúa que satisfaga sexualmente a la decana, quien ya se le había insinuado, para hacerle cambiar de parecer.
Al día siguiente, pretendiendo seguir el consejo de Alicia, Tomás va a la oficina de la decana, pero esta no le da chance para explicarse, pues el historiador que se disputa su puesto académico ya se le ha adelantado, habiendo recién tenido relaciones con ella en su propia oficina. En la tarde Tomás va a comer con Ignacio, sin comentar nada sobre lo ocurrido con la decana ni del mal estado de su oposición.

### «Tercera parte: En el país de las maravillas»
Ha pasado un mes desde que Tomás comenzó a escribir su historia, ha casi ya un año y medio de su reencuentro con Claudia. No ha vuelto a ver a Luisa y tardó varios meses en superar su separación. El trabajo no mejoró, la rutina lo ofuscó, y pese a los intentos de Marcelo, la decana enviaría un informe de amonestación al rector por su ausencia en los exámenes.
Su rutina sólo se vio alterada tras una llamada Claudia, quien lo convenció de juntarse a almorzar, para poder disculparse por lo ocurrido. Durante una amena comida, Tomás le contó todo lo ocurrido durante aquella semana en que esta no contestaba sus llamadas, desahogándose y sintiéndose mejor. Claudia, por su parte, le explicó que durante aquel fin de semana había recibido una visita sorpresa de Pedro, y se habían reconciliado maravillosamente, pese a que luego se habían vuelto a separar. Tomás pensó en contarle acerca de la infidelidad de su marido con la joven en el restaurante, pero no lo hizo. Luego de la comida, ambos se reconciliaron y despidieron para siempre.
A Luisa no la vio durante todo el otoño. En el trabajo, el rector le abrió un expediente, teniendo que rendir cuentas ante una comisión, durante un proceso que se desarrolló con menos burocracia que la usual, pues la Universidad estaba intentando mitigar las protestas de estudiantes producto del aumento de matrículas y de la baja calidad docente. La comisión decidió rescindir su contrato cuando acabara el curso, y pese a las intenciones de sus amigos Marcelo, Ignacio y Bulnes por ayudarlo, Tomás ya no se sentía con energías para seguir aferrándose a su puesto.
Por entonces comenzó una conversión que le fue proporcionando una discreta felicidad: dejó sus ambiciones y la necesidad de vivir como un personaje trágico, épico o «de destino», para convertirse en un personaje cómico o «de carácter», que vive en el presente y no ansía nada. Postuló a una beca para ayudar a un proyecto académico de Ignacio, y decidió que durante diciembre se cambiaría a un apartamento más barato y pequeño. Por esto último, llamó al nuevo apartamento de Luisa —enterándose de que ahora vivía con Oriol Torres, un académico adinerado y exageradamente amable— para pedirle que se llevara sus antiguas pertenencias. En esta llamada se enteró de que su suegra había envejecido abruptamente y estaba senil. Luego de seis años de vivir juntos, Luisa se llevó sus pertenencias, y en medio de una despedida superficial debido a la presencia de Oriol, Tomás le dijo que lo sentía honestamente, en un significativo cruce de miradas.
Durante los cuatro meses siguientes antes de volver a ver a Luisa, su vida comenzó a mejorar debido a su actitud más despreocupada y concentrada: se compró un automóvil usado y barato, comenzó a frecuentar un gimnasio y las tertulias del bar Oxford, mantuvo su amistad con Marcelo e Ignacio, logró publicar un artículo en una revista importante, se volvió responsable en el trabajo y tanto el director como la decana se mostraron arrepentidos con él. A mediados de abril, creyendo que Luisa querría volver con él, se reunió en su despacho; sin embargo, esta amablemente le pidió el divorcio, pues quería casarse con Oriol, de quien estaba esperando un hijo. Para su sorpresa, Tomás no se tomó tan mal la noticia, y convino en lo que fuera necesario. Adicionalmente, Luisa le comentó que su madre padecía la enfermedad de Alzheimer.

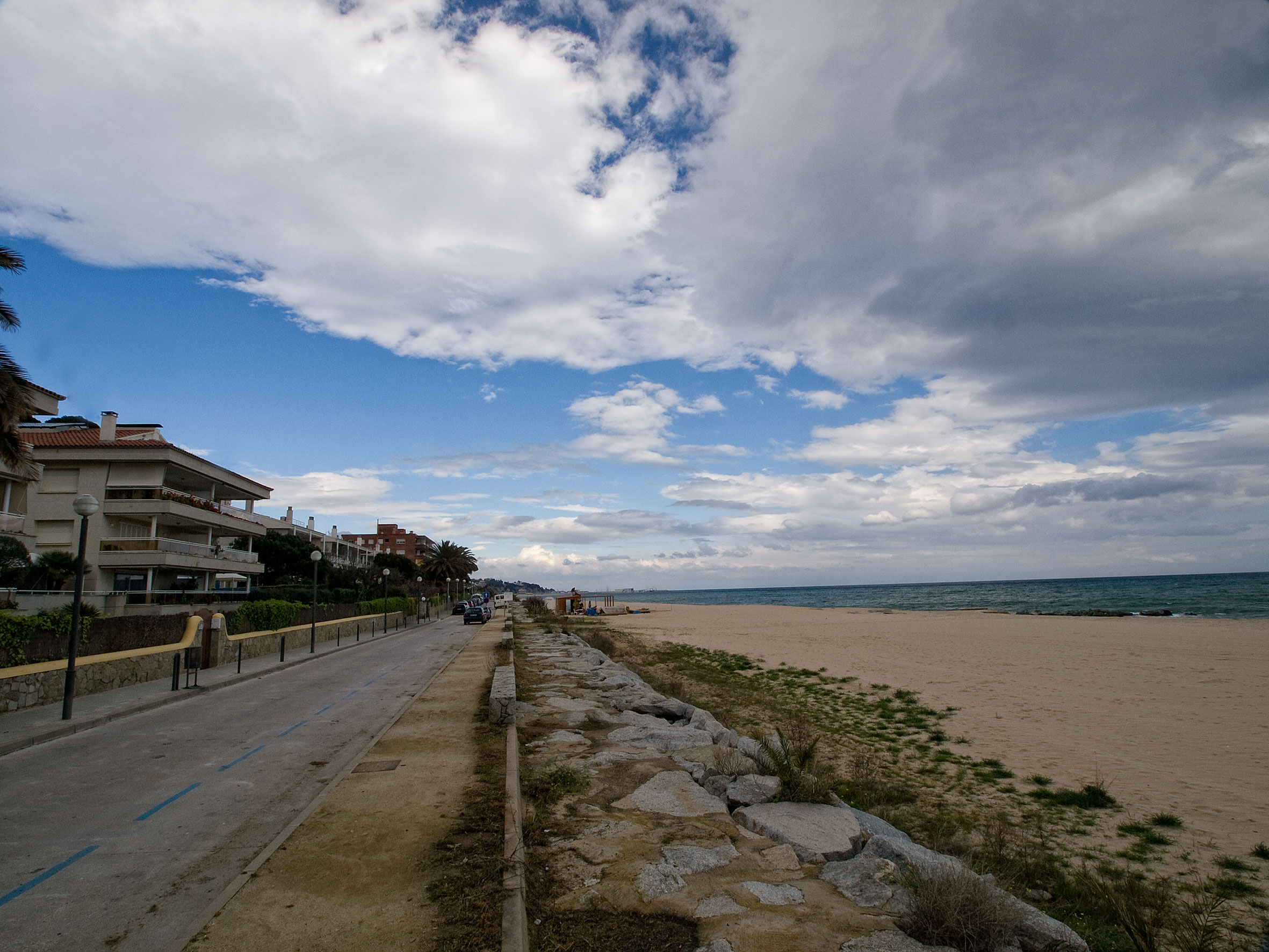
Paseo marítimo de Caldetes, en cuyo cementerio transcurre el entierro de la suegra de Tomás, y este ve al viejo Vicente Mateos llorando desconsoladamente a su amada.

Los días siguientes Tomás estuvo bastante mal, pero se fue calmando a partir de las dos semanas siguientes en que comenzaron a frecuentarse con Luisa para hacer los trámites del divorcio, empezando a gestarse cierta relación de amistad. Durante esos días falleció su suegra, y decidió asistir al funeral realizado en el tanatorio de Les Corts. Allí se encontró con la familia de Luisa reunida, que también fue su familia, y con Vicente Mateos, el exnovio de su suegra, completamente sólo e ignorado. Entonces decidió llevarlo en su vehículo hasta el entierro en el cementerio de Caldetes, donde el anciano lloró desconsoladamente a su amada.
Luego de acabado el trámite de divorcio, Luisa no volvió a contactarlo, al menos hasta ahora, en el momento que está escribiendo. A fines de junio le rechazaron la beca. Dejaría el trabajo en otoño, y podría recibir durante un año y medio el dinero que le asigna el Estado por el paro, tiempo durante el cual podría reordenar su vida, pues su nueva independencia y papel de personaje «de carácter» ya estaban comenzando a hostigarlo.
Su contrato acababa el primero de octubre, pero comenzó a desalojar su despacho a principios de julio. Por aquellos días, Alicia lo encontró en su oficina, resultando en un intenso encuentro sexual que dio comienzo a una apasionada relación. Tiempo después Tomás se fue a vivir con ella, con quien vive hasta ahora, desde hace seis meses. Luego de invitar a cenar a Marcelo e Ignacio, no ha vuelto a hablar con este último, quien posiblemente se encuentre celoso. Ahora viven tranquilos, y Tomás no ha querido buscar trabajo hasta acabar «este libro», comenzado hace casi dos meses, y que sólo le deja tiempo para dedicarse a mantener su apartamento compartido con Alicia.

## Estructura

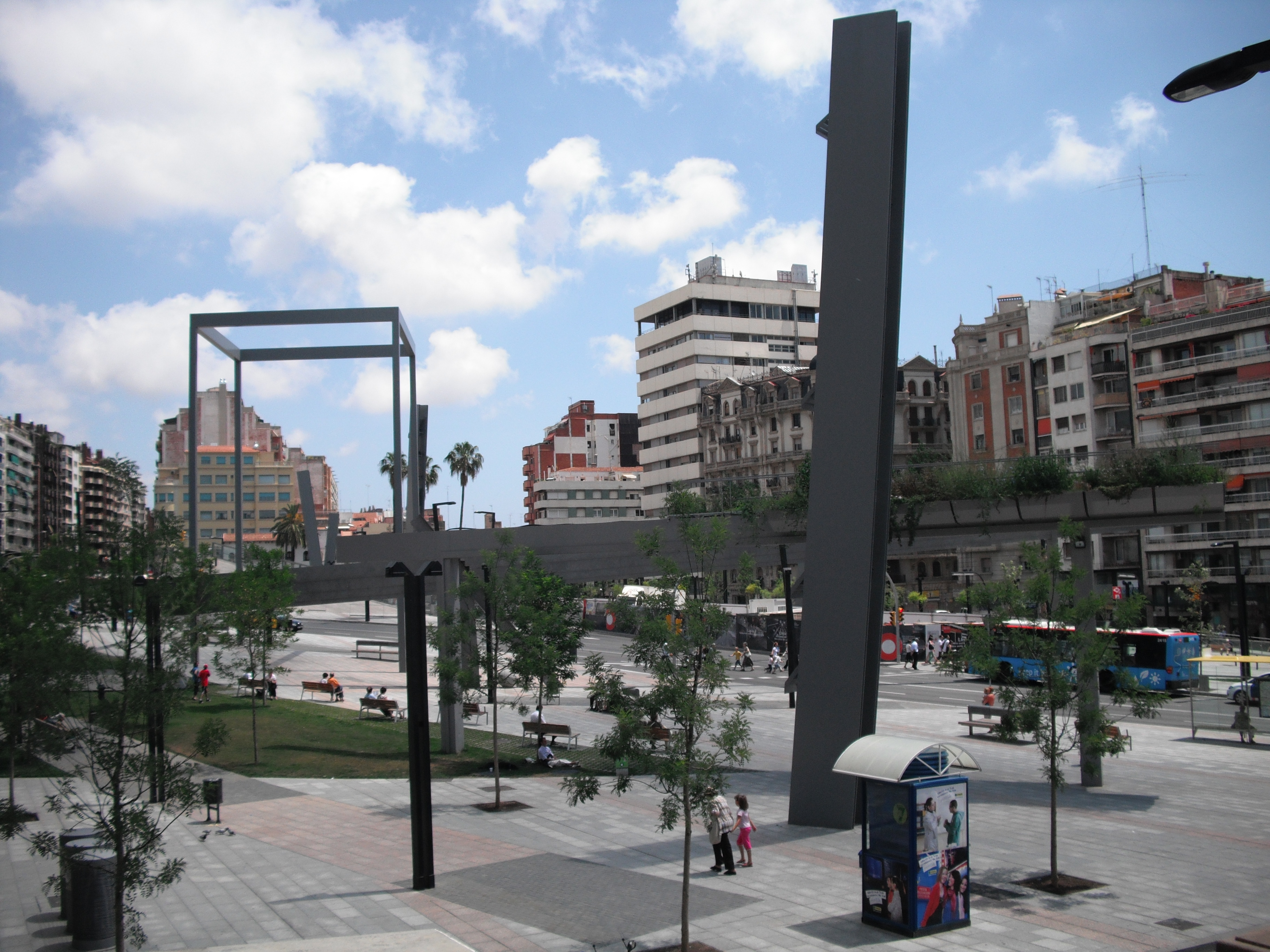
Parte de la historia de la novela transcurre en la Plaza de Lesseps de Barcelona.

La novela está dividida en tres partes, que a su vez se subdividen en pequeñas secciones enumeradas y sin título: siete para «La mujer del escaparate», veintiocho para «El vientre de la ballena» y otras siete para «En el país de las maravillas».
La narración se sitúa casi completamente entre la ciudad de Barcelona y el campus de Bellaterra de la Universidad Autónoma. Los hechos son narrados por el propio protagonista en tiempo pasado y en general manteniendo una narración lineal de los hechos, en que se da una especial importancia al transcurso del tiempo. La historia comienza situada un último jueves de agosto, durante el verano, y acaba casi un año y medio más tarde. A pesar de esta linealidad temporal, en algunas secciones el narrador profundiza en aspectos específicos de los personajes, retrocediendo para ello aún más en el tiempo. Así, en la sección 5 de la primera parte, Tomás describe cómo conoció a su esposa y habla en detalle acerca de la disfuncionalidad de la familia de esta, concentrándose en su madre, su padre fallecido y su hermano; en la sección 4 de la segunda parte, profundiza en su relación con el personaje de Marcelo, explicando cómo lo conoció y detallando sus singularidades; en la sección 16 de la misma parte, describe las tertulias del bar Oxford donde se reúne con sus amigos Marcelo e Ignacio, detallando la relación del padre de este último con Ramón Menéndez Pidal y Ramón Carande.
Luego de los primeros dos capítulos, prácticamente continuos en el tiempo, en la tercera parte «En el país de las maravillas» el narrador da un salto a un mes después de comenzada la historia, y por tanto a casi un año y medio de que supuestamente ocurrieran los hechos. La narración, que comienza resumiendo el último mes transcurrido, se va acercando progresivamente al tiempo presente.

## Análisis de la obra
Para el crítico Manuel Simón Viola, esta novela, que como es lo usual en la obra de Cercas, utiliza la forma autobiográfica, «inmerge al lector complicándolo afectivamente en el relato con un deje irónico de relato policíaco».